# Commiphora viminea
Commiphora viminea är en tvåhjärtbladig växtart som beskrevs av Burtt Davy. Commiphora viminea ingår i släktet Commiphora och familjen Burseraceae. Inga underarter finns listade i Catalogue of Life.